# Good Luck Charlie, It's Christmas!
Good Luck Charlie, It's Christmas! (Buena Suerte, Charlie: ¡Es Navidad! en Hispanoamérica, y en España como ¡Buena Suerte, Charlie! Un viaje de película) es una película original de Disney Channel de 2011 basada en la serie original de Disney Channel ¡Buena suerte, Charlie!. La película fue dirigida por Arlene Sanford y protagonizada por Bridgit Mendler (Teddy), Jason Dolley (PJ), Bradley Steven Perry (Gabe), Mia Talerico (Charlie), Leigh-Allyn Baker (Amy) y Eric Allan Kramer (Bob). 
La película trata del viaje de la familia Duncan a la casa de los padres de Amy para pasar el día de Navidad.
Se estrenó en los Estados Unidos el 2 de diciembre de 2011 por Disney Channel.

## Sinopsis
Unos días antes de Navidad, la familia Duncan se prepara para ir a casa de los padres de Amy en Palm Springs a pasar las fiestas. Mientras tanto, Teddy es invitada por su amiga Ivy a ir juntas de viaje en las vacaciones de primavera. Teddy pide permiso a su madre pero no se lo da, pensando que no es suficientemente responsable todavía. Más tarde, ya en el aeropuerto, hay un problema con el número de asientos y Teddy se ofrece voluntaria para quedarse en tierra. Sin embargo, Amy no confía lo suficiente en ella y también se baja del avión, sin que los demás lo sepan. Tras la salida del vuelo, la familia se encuentra dividida: Amy y Teddy intentan encontrar un medio para llegar a Palm Springs a tiempo para Navidad y Bob, PJ, Gabe y Charlie se quedan en casa de los abuelos, y tienen problemas, ya que estos son muy estrictos y no se llevan bien con Bob. Finalmente, y tras muchas vueltas, la familia vuelve a reunirse justo a tiempo para la fiesta. Charlie pone la estrella en el árbol y Amy anuncia que van a tener otro hijo. La película termina con los Duncan volviendo a su hogar en avión, pero vuelve a ocurrir lo mismo; no hay asientos suficientes y alguien tiene que dar su puesto. Teddy vuelve a ofrecerse, pero Amy le dice a Bob que es su turno de ir con ella, y dicen que llegarán a casa antes de Año Nuevo.

## Reparto
- Bridgit Mendler como Teddy Duncan.
- Leigh-Allyn Baker como Amy Duncan.
- Bradley Steven Perry como Gabe Duncan.
- Mia Talerico como Charlie Duncan.
- Debra Monk como Petunia Blankenhooper.
- Michael Kagan como Hank Blankenhooper.
- Eric Allan Kramer como Bob Duncan.
- Jason Dolley como  PJ Duncan.
- Raven Goodwin como Ivy Wentz.
- Abbie Cobb como Jordan.
- Pamela Dunlap como Sue.
- David Wells como Stan.

### Doblaje
| Personaje                        | Actor original         | Actor de doblaje (Hispanoamérica) |                                            |
| -------------------------------- | ---------------------- | --- | ------------------------------------------ |
| Teddy Duncan                     | Bridgit Claire Mendler | Jessica Ángeles |                                            |
| Amy Duncan                       | Leigh-Allyn Baker      | Cony Madera |                                            |
| Gabriel (Gabe) Duncan            | Bradley Steven Perry   | Emilio Treviño |                                            |
| Charlotte (Charlie) Duncan       | Mia Talerico           | Zoe Mora |                                            |
| Robert (Bob) Duncan              | Eric Allan Kramer      | Óscar Bonfiglio |                                            |
| Patrick John (PJ) Duncan         | Jason Dolley           | Luis Fernando Orozco |                                            |
| Petunia Blankenhooper            | Debra Monk             | Carmen Delgado |                                            |
| Hank Blankenhooper               | Michael Kagan          | Martín Soto |                                            |
| Jordan                           | Abbie Cobb             | Mariana Ortiz |                                            |
| Ivy Wentz                        | Raven Goodwin          | Carla Medina |                                            |
| Sue                              | Pamela Dunlap          | Ángela Villanueva |                                            |
| Stan                             | David Wells            | José Luis Miranda |                                            |
| Lenny                            | E.E. Bell              | Ulises Maynardo |                                            |
| Chuck Jablowsy                   | Darren Ewing           | Yamil Atala |                                            |
| Polícia                          | Jeff Olsen             | Francisco Colmenero |                                            |
| Empleada del aeropuerto          | Melanie Nelson         | Paty Hannides |                                            |
| Hombre de la gallina             | Jerry Straley          | Eduardo Fonseca |                                            |
| Aeromoso                         | Carleton Bluford       | Miguel Ángel Ruiz |                                            |
| Mesera #1                        | Cheryl Gaysunas        | Norma Iturbe |                                            |
| Mesera #2                        | Erin Cardillo          | Belinda Martínez |                                            |
| Guardia del aeropuerto           | Ben Hopkin             | Carlos E. Bonilla |                                            |
| Insertos                         | N/A                    | Agustín López Lezama |                                            |
| Voces Adicionales                | N/A                    | Xavier Sol Andrés García Catalina Múzquiz Carlos Castro David Miranda Diana Santos Diana Galván David Bueno Carlos Luyando Mónica Pimentel Mark Pokora Claudia Motta Alejandro Ramley Gaby Beltrán Benjamín Rivera Braulio Sosa Hugo Chávez Esteban Desco Luna Arjona |                                            |
| Créditos Técnicos                |                        | |                                            |
| Estudio de Doblaje               | N/D                    | Diseño en Audio S.A. de C.V. |                                            |
| Director de Doblaje              | N/D                    | Diana Santos |                                            |
| Traductor/Adaptador              | N/D                    | Elena Ramírez |                                            |
| Gerente Creativo                 | N/D                    | Pedro de La Llata |                                            |
| Director Creativo                | N/D                    | Raúl Aldana | Raúl Aldana                                |
| Doblaje al español producido por | N/D                    | Disney Character Voices International Inc. | Disney Character Voices International Inc. |

## Producción
Los productores ejecutivos de la película son Dan Staley, Phil Baker, Drew Vaupen - productores ejecutivos de la serie- y Sheri Singer. El guionista es Geoff Rodkey y la directora es la nominada al Emmy, Arlene Sanford.
El rodaje comenzó en marzo de 2011 y terminó en septiembre del mismo año.

## Recepción
La película fue vista por 6.9 millones de espectadores, con ,ás de 3,3 millones de niños, 2,4 millones de adolescentes y 1,4 millones de adultos el día del estreno. Fue la película de no-animación de una cadena de cable más vista de 2011.

## Música
Mendler compuso o e interpretó la canción que aparece en la película, "I'm Gonna Run to You". La canción fue lanzada en iTunes el 12 de noviembre de 2011. Alcanzó la posición número 15 en el Top 30 Countdown de Radio Disney al 23 de enero de 2012.

## Estrenos internacionales
| País / Región                                                                                       | Canal(es)                      | Fecha de estreno                | Título                                       |
| --------------------------------------------------------------------------------------------------- | ------------------------------ | ------------------------------- | -------------------------------------------- |
| Estados Unidos                                                                                      | Disney Channel                 | Viernes 2 de diciembre de 2011  | Good Luck Charlie, It's Christmas!           |
| Canadá                                                                                              | Family Channel                 | Viernes 2 de diciembre de 2011  | Good Luck Charlie, It's Christmas!           |
| Japón                                                                                               | Disney Channel Japón           | Sábado 3 de diciembre de 2011   | 「グッドラック・チャーリー／ザ・ムービー」   |
| Argentina · Chile · Colombia · Ecuador · México · Perú · República Dominicana · Uruguay · Venezuela | Disney Channel Latinoamérica   | Domingo 4 de diciembre de 2011  | Buena suerte, Charlie: ¡Es Navidad!          |
| Brasil                                                                                              | Disney Channel Brasil          | Domingo 4 de diciembre de 2011  | Boa Sorte, Charlie! É Natal!                 |
| Francia                                                                                             | Disney Channel Francia         | Martes 6 de diciembre de 2011   | Bonne Chance Charlie, le film                |
| España                                                                                              | Disney Channel España          | Viernes 16 de diciembre de 2011 | ¡Buena suerte, Charlie! Un viaje de película |
| Hungría                                                                                             | Disney Channel Hungría         | Viernes 16 de diciembre de 2011 | Sok sikert, Charlie - A film                 |
| Portugal                                                                                            | Disney Channel Portugal        | Viernes 16 de diciembre de 2011 | Boa Sorte, Charlie! Viagem Fora de Série     |
| Reino Unido                                                                                         | Disney Channel Reino Unido     | Viernes 16 de diciembre de 2011 | Good Luck Charlie : The Road Trip Movie      |
| Polonia                                                                                             | Disney Channel Polonia         | Sábado 17 de diciembre de 2011  | Powodzenia Charlie: Film drogi               |
| República Checa                                                                                     | Disney Channel República Checa | Sábado 17 de diciembre de 2011  | Hodně štěstí, Charlie: Film o velké cestě    |
| Bélgica · Países Bajos                                                                              | Disney Channel                 | Viernes 23 de diciembre de 2011 | Good Luck Charlie: The Road Trip Movie       |
| Italia                                                                                              | Disney Channel Italia          | Viernes 23 de diciembre de 2011 | Buona Fortuna, Charlie! E' natale!           |
| Filipinas Indonesia Malasia Tailandia Vietnam                                                       | Disney Channel Asia            | Sábado 24 de diciembre de 2011  | Good Luck Charlie, It's Christmas!           |
| Alemania                                                                                            | Disney Channel Alemania        | Domingo 25 de diciembre de 2011 | Meine Schwester, Charlie - Der Film          |
| Israel                                                                                              | Disney Channel Israel          | Viernes 27 de enero de 2012     | גוד לאק צ'ארלי - יוצאים לחופשה               |